# Iluminacja (psychologia)
Iluminacja, olśnienie, zjawisko aha – zjawisko polegające na uświadomieniu sobie czegoś.
W psychologii poznawczej zjawisko pojawienia się w umyśle gotowego rozwiązania danego problemu po okresie nieświadomego rozwiązywania tego problemu (inkubacji). Olśnienie jest zwykle bardzo przyjemne i uważa się, że jest jednym z istotnych motywatorów twórczości.
Efekt Aha! może być rejestrowany za pomocą EEG. Gdy na przykład badany słucha sekwencji dźwięków w momencie zmiany wysokości dźwięku obraz pracy mózgu przedstawia charakterystyczny pik.